# Asmate retata
Asmate retata là một loài bướm đêm trong họ Geometridae.